# Tufan Özbozkurt
Tufan Özbozkurt (* 20. März 1993 in Utrecht) ist ein niederländisch-türkischer Fußballspieler.

## Karriere

### Verein
Özbozkurt kam als Sohn von türkischstämmigen Eltern im niederländischen Utrecht auf die Welt. Hier begann er in der Nachwuchsabteilung von USV Elinkwijk mit dem Vereinsfußball und wechselte 2002 in den Nachwuchs des PSV Eindhovens. 2013 erhielt er bei PSV einen Profivertrag. Nach seinem Aufstieg zum Profispieler wurde er an die Reservemannschaft des Vereins, die in der zweiten niederländischen Liga tätige Jong PSV, abgegeben. Für diesen Verein absolvierte er in der Saison 2013/14 26 Ligaspiele und erzielte dabei zwei Tore.
Im Sommer 2014 verpflichtete ihn der türkische Erstligist Torku Konyaspor. Für die Rückrunde der Saison 2014/15 wurde Özbozkurt an den Drittligisten Anadolu Selçukspor ausgeliehen.

### Nationalmannschaft
Özbozkurt entschied sich für eine Karriere in den türkischen Nationalmannschaften und gab sein Länderspieldebüt 2012 mit einem Einsatz für die türkische U-19-Nationalmannschaft. 2013 absolvierte er eine Partie für die türkische U-20-Nationalmannschaft.